# Tipula yunnanensis
Tipula yunnanensis är en tvåvingeart som beskrevs av Alexander 1942. Tipula yunnanensis ingår i släktet Tipula och familjen storharkrankar. Inga underarter finns listade i Catalogue of Life.